# Seznam českých fotbalových reprezentantů (1906–1908 a 1939)
Tento seznam zahrnuje fotbalisty, kteří reprezentovali Čechy alespoň v jednom utkání, která reprezentace sehrála v letech 1906 až 1908 jako součást Rakousko-Uherska a Protektorát Čechy a Morava během několika měsíců v roce 1939.
| Jméno              | Zápasy | Góly | Debut | Poslední zápas |
| ------------------ | ------ | ---- | ----- | -------------- |
| Jindřich Baumruk   | 1      | 1    | 1906  | 1906           |
| Emanuel Benda      | 4      | 0    | 1906  | 1908           |
| Josef Bělka        | 4      | 4    | 1907  | 1908           |
| Josef Bican        | 2      | 6    | 1939  | 1939           |
| Jaroslav Bouček    | 3      | 0    | 1939  | 1939           |
| Jaroslav Burgr     | 2      | 0    | 1939  | 1939           |
| Karel Burkert      | 1      | 0    | 1939  | 1939           |
| Václav Čepelák     | 1      | 1    | 1939  | 1939           |
| Jaroslav Čížek     | 1      | 0    | 1907  | 1907           |
| Karel Hradecký     | 1      | 0    | 1907  | 1907           |
| Bohumil Jelínek    | 2      | 1    | 1906  | 1907           |
| Vladislav Jelínek  | 3      | 0    | 1906  | 1907           |
| Miloslav Jeník     | 2      | 0    | 1906  | 1908           |
| Ladislav Jetel     | 1      | 0    | 1906  | 1906           |
| František Jirásek  | 2      | 0    | 1906  | 1907           |
| Jaroslav Jirkovský | 3      | 0    | 1907  | 1908           |
| Josef Kopecký      | 2      | 0    | 1906  | 1906           |
| Jan Košek          | 3      | 4    | 1906  | 1908           |
| Karel Kotouč       | 3      | 0    | 1907  | 1908           |
| Alois Kovařovic    | 3      | 0    | 1907  | 1908           |
| Karel Kolský       | 2      | 0    | 1939  | 1939           |
| Vlastimil Kopecký  | 3      | 3    | 1939  | 1939           |
| Josef Košťálek     | 1      | 0    | 1939  | 1939           |
| Jaroslav Kraus     | 1      | 0    | 1939  | 1939           |
| Rudolf Krummer     | 1      | 0    | 1908  | 1908           |
| Antonín Kučera     | 1      | 0    | 1906  | 1906           |
| Jaroslav Kulich    | 1      | 0    | 1939  | 1939           |
| Josef Ludl         | 3      | 3    | 1939  | 1939           |
| Bohumil Macoun     | 2      | 0    | 1906  | 1908           |
| Ctibor Malý        | 3      | 0    | 1906  | 1908           |
| Viktor Müller      | 3      | 0    | 1906  | 1907           |
| Oldřich Nejedlý    | 1      | 1    | 1939  | 1939           |
| Jan Pech           | 1      | 0    | 1906  | 1906           |
| Josef Pelikán      | 1      | 1    | 1907  | 1907           |
| Karel Průcha       | 1      | 0    | 1939  | 1939           |
| Antonín Puč        | 1      | 1    | 1939  | 1939           |
| Jindřich Rezek     | 1      | 0    | 1906  | 1906           |
| Zdeněk Richter     | 2      | 0    | 1907  | 1907           |
| František Rosmaisl | 1      | 0    | 1906  | 1906           |
| Jan Říha           | 3      | 1    | 1939  | 1939           |
| Karel Senecký      | 1      | 0    | 1939  | 1939           |
| Jan Starý          | 3      | 2    | 1906  | 1908           |
| Antonín Šetela     | 1      | 0    | 1906  | 1906           |
| Miroslav Široký    | 1      | 0    | 1908  | 1908           |
| Rudolf Šmejkal     | 3      | 0    | 1939  | 1939           |
| Jaroslav Špindler  | 1      | 1    | 1908  | 1908           |
| Jaroslav Štumpf    | 3      | 0    | 1939  | 1939           |
| Karel Šubrt        | 1      | 0    | 1908  | 1908           |
| Václav Titl        | 1      | 0    | 1908  | 1908           |
| Jindřich Valášek   | 2      | 1    | 1906  | 1907           |
| Sláva Vaněk        | 1      | 0    | 1906  | 1906           |
| Richard Veselý     | 3      | 0    | 1906  | 1908           |
| Vojtěch Věchet     | 1      | 0    | 1939  | 1939           |
| Antonín Vosátka    | 1      | 0    | 1907  | 1907           |